# 媵
媵（拼音： yìng、注音：ㄧㄥˋ ）是中国古代周朝盛行的一种婚姻制度，或称媵制:61、媵婚、媵妾婚。与此类婚姻有关的青铜器则称媵器:121—122。
當時周王室与诸侯奉行内婚制:123。周天子、诸侯至士各級貴族皆一娶多女。周王室和贵族女子出嫁為正室時，需要娣或姪女陪嫁，称为媵，媵會成為側室，為明媒正「娶」的一部分，地位比「納」、「嬖」的妾高（先秦時期的「妾」為婢妾之意，非配偶）。所生之子視為嫡子，是嫡長繼承制「立嫡以長不以賢，立子以貴不以長」的一部分，媵的出身是等同於妻，故所生之子地位高於庶子。在正妻无子，媵之子就是法定继承人:63—64。
现代对媵器铭文研究的文章指，西周时期的媵主要是女子的娣、侄女和侍从之类。春秋时期的媵器，除“一器铭一女之媵器，还有一定数量的一器兼铭主嫁国和来媵国之女的媵器”:374。
明清时，媵多指成为婢妾的陪嫁婢女:135。

## 延伸阅读
[在维基数据编辑]
 《欽定古今圖書集成·明倫彙編·家範典·媵妾部》，出自陈梦雷《古今圖書集成》